# Réformes Tenpō
 (mars 2014).
Les réformes Tenpō (天保の改革, tenpō no kaikaku) furent une série de réformes entreprises par le gouvernement du Japon en 1842, pendant l'ère Tenpō de la période Edo. Ces réformes touchèrent aux systèmes militaire et économique, mais furent aussi responsables de la clarification du « malaise domestique », conduisant à l'arrestation de nombreuses figures politiques et d'écrivains.

## Description
Les réformes Tenpō furent principalement conduites par Mizuno Tadakuni. Sur le plan économique, une nouvelle monnaie fut frappée. Le prix des denrées de première nécessité fut également réajusté à la hausse. Sur le plan social, l'immigration vers Edo fut interdite. La création de sociétés fut également interdite. En même temps, le rangaku, c'est-à-dire l'étude du néerlandais, fut également prohibée.